# Кочевих Іван Павлович
Іва́н Па́влович Кочеви́х (12 серпня 1927, село Любощ, тепер Орловська область, Російська Федерація — 23 червня 2003, місто Київ) — радянський державний та господарський діяч, організатор науки та виробництва. Генеральний директор Львівського виробничо-технічного об'єднання ім. В. І. Леніна (1969—1977), заступник голови Ради міністрів УРСР (1977—1980). Герой Соціалістичної Праці (29.03.1976). Лауреат Державної премії УРСР в галузі науки і техніки (1970). Депутат Верховної Ради УРСР 9—10-го скликань (1975—1985). Делегат XXIV з'їзду КПРС. 

## Біографія
Народився в селянській родині. Батько — Павло Якович Кочевих. Мати — Ксенія Тихонівна (до шлюбу Сафонова).
Перед початком німецько-радянської війни закінчив 8 класів. Під час війни перебував в окупації, допомагав партизанам. У 1944—1947 роках навчався в Харківському авіаційному технікумі, після його закінчення був направлений до Львова.

### На виробництві (1947—1977)
З 1947 по 1958 рік працював майстром, технологом, начальником планово-диспетчерського бюро, начальником цеху, начальником виробництва на Львівському авіаремонтному заводі п/с 125, який за післявоєнне десятиріччя перетворився на флагмана приладо- та радіопромисловості в Радянській Україні та західному регіоні СРСР, де вироблялися вимірювальні прилади, телеметрична апаратура для ракетно-космічних систем. Член КПРС з 1955 року.
У 1958—1963 роках працював начальником оборонного відділу, головним інженером управління приладобудування, головним інженером управління радіоелектронної промисловості Львівської Ради народного господарства (раднаргоспу).
У 1960 році закінчив заочно Львівський політехнічний інститут.
З 1963 року — директор Львівського заводу п/с 125 (завод «Вимірювач»), а з 1969, після реорганізації підприємства у  виробничо-технічного об'єднання ім. В. І. Леніна (сьогодні — «ЛОРТА»), по 1977 рік — його генеральний директор. У складі підприємства в той час були: головний завод, 10 філій, 2 науково-дослідних інститути, інститут підвищення кваліфікації, технікум. У цей період в об'єднанні було впроваджено комплексну систему управління якістю продукції, що дозволило сягнути 30 % показника щорічного зростання обсягів виробництва, забезпечити випуск виробів у єдиному експортному виконанні з маркою «Зроблено в СРСР» для зовнішніх та внутрішніх споживачів. Приділяв велику увагу добробуту працюючих, розвитку соціальної сфери у Львові та області. За цих часів силами об'єднання були збудовані піонерський табір «Сокіл» (сел. Брюховичі), база відпочинку (сел.. Родатичі), палац культури та стадіон «Сокіл» у Львові, комбінат харчування, дитячі садки, житлові будинки.
У 1970 році став Лауреатом Державної премії УРСР в галузі науки і техніки. Захистив дисертацію кандидата технічних наук в галузі стандартизації (1971). Отримав звання Героя Соціалістичної Праці (29.03.1976).

### В Уряді УРСР (1977—1980)
9 лютого 1977 р. був призначений заступником голови Ради Міністрів УРСР з питань науково-технічного прогресу. Розробив принципи управління науково-виробничим комплексом УРСР. Підготував пропозиції щодо забезпечення економічної самостійності адміністративно-територіальних одиниць республіки. Наполягав на реорганізації та підвищенні ролі Академії наук УРСР у рішенні актуальних завдань народного господарства. 5 березня 1980 року внаслідок розбіжностей з партійно-господарським керівництвом республіки був звільнений з посади «у зв'язку з переходом на іншу роботу».

### На науковій роботі (після 1980)
З 1980 року — директор Державного інституту по проектуванню заводів сільськогосподарського машинобудування Міністерства машинобудування для тваринництва і кормовиробництва СРСР у місті Києві. Продовжив наукову діяльність, викладав у Київському інституті народного господарства. Одержав звання професора. У роки «перестройки» подав цілу низку пропозицій до уряду CPCP з реформування економіки, науки та виробництва. Балотувався на 1-й з'їзд народних депутатів СРСР.
У 1990 р. вийшов на пенсію. Став академіком Української академії інформатики (1995). Видав понад 60 наукових робіт. В останній період життя зосередив увагу на розробці філософських проблем розвитку світобудови, суспільства, державотворення. Висунув гіпотезу про устрій Всесвіту на принципах самоорганізації та оприлюднив цю концепцію в роботі «Головний закон Всесвіту» (рос.: «Главный закон Вселенной») (1998). Його внесок у розвиток освіти та науки відзначено Почесною Грамотою Кабінету Міністрів України (2002).

### Родина
Був одружений з 1947 р. з Валентиною Олександрівною Кочевих (1926—2009) (до шлюбу Бондаренко), правнучкою Петра Михайловича Акименка, харківського купця 2-ї гільдії, потомственого почесного громадянина.
Діти: Ігор, Олександр, Володимир. Онуки: Маріанна, Віталій, Олег, Вадим.

## Відзнаки та нагороди
Герой Соціалістичної Праці (29.03.1976), два ордени Леніна (29.03.1976), орден Трудового Червоного Прапора, орден «Знак Пошани», п'ять медалей СРСР, пам'ятна медаль Академії наук СРСР з нагоди першого у світі виходу людини у відкритий космос (1965), Державна премія УРСР у галузі науки і техніки (1970). Почесна грамота Президії Верховної Ради УРСР (11.08.1977), Почесна грамота Кабінету Міністрів України (2002).

## Інші ресурси Інтернет
- Иван Павлович Кочевых из деревни Любощь [Архівовано 21 листопада 2008 у Wayback Machine.]
- Журнал памяти и наследия И. П. Кочевых. Блог в LiveJournal [Архівовано 10 жовтня 2017 у Wayback Machine.]
- Мой Киев. Часть XX. Город и люди. Воспоминания Леонида Васильева
- А.Голуб. Львів пострадянський: здобутки і прорахунки[недоступне посилання з липня 2019]
- Державні премії України в галузі  науки і техніки[недоступне посилання з квітня 2019]